# Strážov
Strážov (německy Drosau) je město v okrese Klatovy v Plzeňském kraji. Žije zde přibližně 1 400 obyvatel. Historické jádro města si zachovalo památkový charakter a od roku 2003 je městskou památkovou zónou.

## Název
Název města je odvozen z jeho původního účelu, kdy obyvatelé udržovali obchodní stezku a strážili placení cla.

## Historie
Strážov byl pravděpodobně založen v době panování krále Přemysla Otakara II. jako součást obranného pásu hraničních tvrzí již ve 13. století, avšak první písemná zmínka o městě pochází až z roku 1352, kdy patřil k opáleckému panství. Strážov měl za úkol chránit a udržovat Světelskou stezku, která vedla z Zwieselu, přes Železnou Rudu, Strážov a Klatovy dále do českého vnitrozemí. Králováci byli poddaní pouze králi. Roku 1372 byli majiteli vladyckých dvorů Strážov, Viteň, Božtěšice a Brtí vladykové Bohuslav, Otík, Bušek a farář Sluka. Později je Strážov připomínán jako městečko. Již v této době je zde zmiňován kostel. Z počátku 15. století pochází první zmínka o přítomnosti Židů. Po husitských válkách byly pod Strážovem objeveny žíly s vysokým obsahem stříbra a olova. Pozůstatky důlní činnosti jsou u města stále patrné. V témže čase vymřel rod strážovských vladyků, čímž se Strážov až do roku 1848 stal poddanským městečkem opálecké vrchnosti.

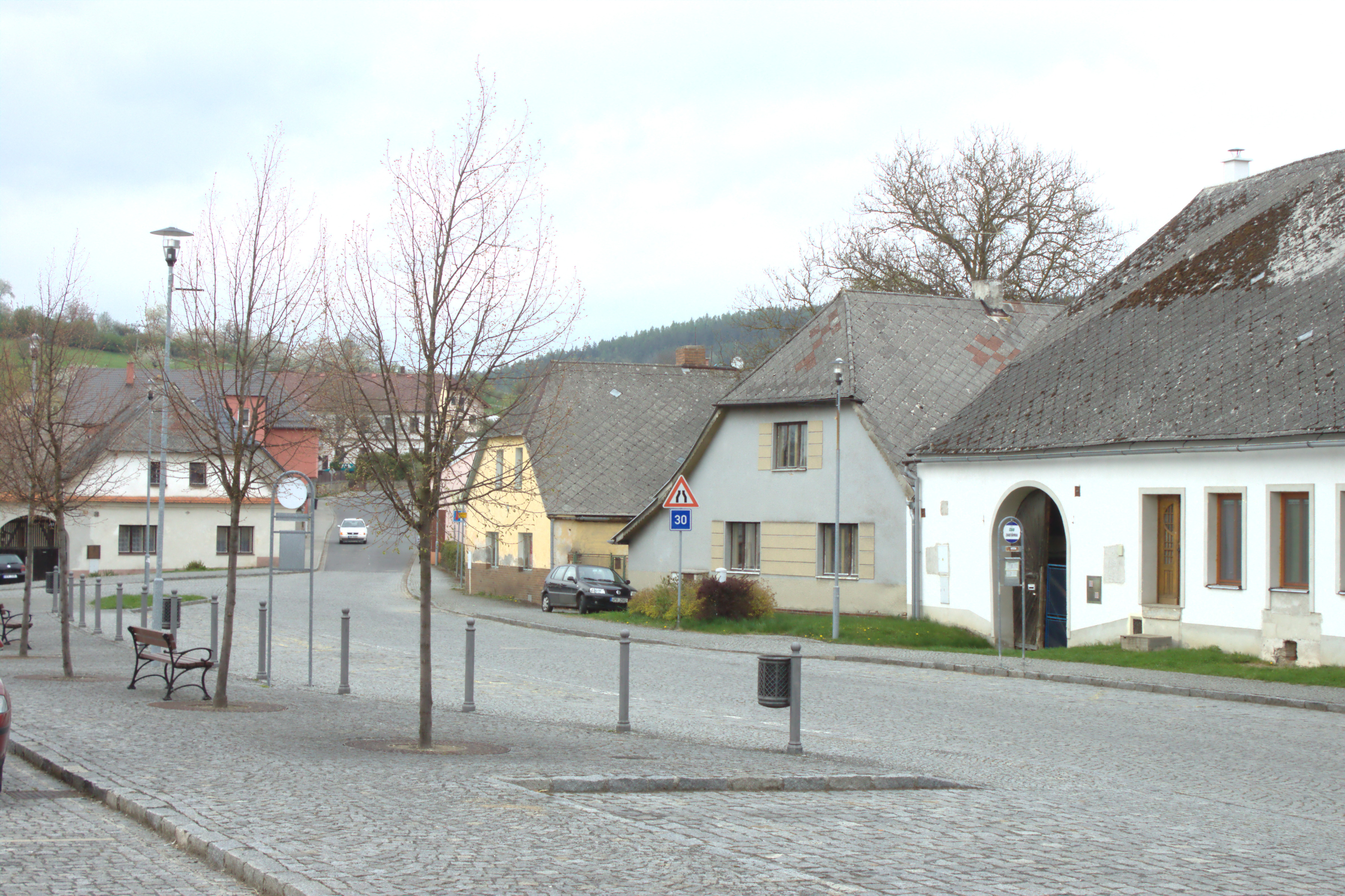
Náměstí

### Šestnácté století
Dne 24. června 1524 (v den svatého Jana Křtitele) udělil Ludvík Jagellonský Strážovu městská práva (právo vyšší a nižší popravy, právo týdenního trhu každou sobotu, právo dvou výročních čtrnáctidenních trhů, právo samosprávy), o rok později bylo Strážovu na prosbu Viléma Švihovského z Rýzmberka uděleno právo opevnění a městský znak. Vilém a jeho dědici měli právo vybírat ve Strážově clo, za což museli udržovat průjezdné cesty a mosty. Hradební právo pravděpodobně nikdy nebylo uplatněno nebo opevnění záhy shořelo při požáru města na přelomu třicátých a čtyřicátých let 16. století. Mapa prvního vojenského mapování dokládá existenci hradby okolo kostela svatého Jiří.
V roce 1954 Strážov dočasně ztratil městská práva nabytá v 16. století, avšak od 23. ledna 2007 byl obci vrácen status města.

### Sedmnácté století
Jiří Adam I. Bořita z Martinic uspěl u Ferdinanda II. se žádostí o potvrzení privilegií Ludvíka Jagellonského (právo trhu, právo popravy) a privilegií Rudolfa II. (výše cla). Po vyčerpání stříbrných ložisek však došlo k zavírání dolů, což ovlivnilo život celého města. Třicetiletá válka znamenala pro město další ránu: zejména rok 1641, kdy Strážov vyplenila a vypálila švédská vojska. Přesto pak císař Ferdinand III. potvrdil privilegia udělená jeho otcem Ferdinandem II., přeložil týdenní trh ze soboty na čtvrtek a povolil sklad soli. Roku 1680 je poprvé zmiňována dřevěná synagoga.

### Osmnácté století
Oživení přinesla výroba krajek, která je poprvé zmiňována roku 1725. Karel VI. a následně i Marie Terezie potvrdili privilegia svých předchůdců v plném znění. Marie Terezie pak ještě povolila čtvrteční trhy na len a přízi. Josef II. rozšiřuje stávající tržní práva o trh po sv. Jakubovi a podrobuje strážovské týdenní trhy a soudní záležitosti zemským ustanovením. Roku 1770 je poprvé užit německý název Drosau, avšak v roce 1880 se vrátí užívání českého názvu Strážov. Při sčítání roku 1771 zjištěno 117 popisných čísel křesťanských a 16 židovských, z toho 48 selských gruntů, 9 chalup a 5 veřejných budov.

### Devatenácté století
Ferdinand I. Dobrotivý potvrdil privilegium tří výročních trhů a jednoho týdenního trhu s možností posunu na předchozí či následující den. Příležitostí pro nový rozvoj bylo založení továrny na kůže (1842), sboru dobrovolných hasičů (1875), krajkářské školy (1896) či Tělovýchovné jednoty Sokol (1897). Další ránu pro město však znamenalo otevření železničních tratí Plzeň – Železná Ruda (Plzeňsko-březenská dráha) a Horažďovice–Domažlice, které obě vedly poměrně daleko od Strážova. V 19. století byl též přesunut hřbitov od kostela k cestě směrem na Lehom, došlo k zavedení telefonní linky, zřízení poštovního úřadu a četnické stanice. Roku 1871 se staví radnice s věží a hodinami a o osmnáct let později též budova obecné školy.
Židovská obec zbudovala v první polovině 19. století pozdně barokní zděnou synagogu, jejíž střecha byla ovšem na sklonku téhož století pohlcena požárem. Z roku 1827 pochází záznam o prvním ranhojiči a do roku 1874, kdy byl zřízen zdravotní obvod, zde působilo již pět ranhojičů židovského původu. Rok 1880 znamenal přečíslování židovských domů z římských číslic na arabské, ale zároveň počátek emigrace židovského obyvatelstva.

### Moderní dějiny
Ve dvacátém století došlo ke stavbě budovy měšťanské školy, dočasné ztrátě městských práv (mezi lety 1954 a 2007) a uzavření krajkářské školy (1953). V šedesátých a sedmdesátých letech dvacátého století se značně rozšířilo správní území města. Ve 20. letech 20. století byl založen fotbalový klub. Ve stejné době místní tělovýchovná jednota Sokol staví sokolovnu, aby byla záhy činnost TJ Sokol přerušena a obnovena až v roce 2001.
Židovská obec zanikla v roce 1905, kdy se konaly poslední bohoslužby v místní synagoze, načež bylo v roce 1913 vybavení synagogy převezeno do Kraslic. Ale ještě v roce 1917 byla založena lipová alej k místnímu židovskému hřbitovu, na kterém se poslední pohřeb konal v roce 1925, aby byl o tři roky později hřbitov zrušen. V padesátých letech došlo ke zboření místní synagogy. V roce 2006 byla provedena rekonstrukce místního židovského hřbitova.
Střed města na začátku 21. století vyhlášen městskou památkovou zónou a Strážov získal titul Vesnice roku Plzeňského kraje. 21. století se obecně nese v duchu návratu k původním hodnotám: rekonstrukce historického centra a židovského hřbitova, navrácení statusu města, obnovení činnosti TJ Sokol, pořádání masopustních průvodů, dožínkových slavností a dalších akcí k připomenutí hodnot, zvyků a obyčejů předků.

## Přírodní poměry
Strážov leží jedenáct kilometrů jižně od Klatov v nadmořské výšce 482 metrů v údolí Strážovského potoka, jehož vody pokračují přes Jelenku, Úhlavu, Berounku, Vltavu a Labe do Severního moře. Je centrem Strážovské vrchoviny, která je součástí geomorfologického celku Šumavské podhůří. Severně leží Vinný vrch (535 metrů) a Rovenská hora (571 metrů), severovýchodně Chvojová hora (631 metrů) a Úliště (690 metrů), východně Smrková hora (628 metrů), jižně Na Vápenci / Vápenec (532 metrů) a Plošina (972 metrů), jihozápadně Želivský vrch (770 metrů), západně vrcholy hřebene Želivského vrchu (732 a 723 metrů), severozápadně Na Porovnání (639 metrů).

## Obyvatelstvo
| Rok            | 1869  | 1880  | 1890  | 1900  | 1910  | 1921  | 1930  | 1950  | 1961  | 1970  | 1980  | 1991  | 2001  | 2011  | 2021  |
| -------------- | ----- | ----- | ----- | ----- | ----- | ----- | ----- | ----- | ----- | ----- | ----- | ----- | ----- | ----- | ----- |
| Počet obyvatel | 3 596 | 3 588 | 3 317 | 3 225 | 3 339 | 3 297 | 2 940 | 1 838 | 1 818 | 1 620 | 1 494 | 1 343 | 1 336 | 1 307 | 1 343 |
| Počet domů     | 424   | 447   | 469   | 465   | 477   | 474   | 501   | 512   | 465   | 453   | 425   | 514   | 542   | 571   | 594   |

## Městská správa

### Územněsprávní začlenění
Po celou historii inklinovalo Strážovsko k vnitrozemským regionálním centrům, kterými pro něj byly Klatovy a Plzeň:
- Od poloviny 13. století do 1751: Plzeňský kraj
- 1751–1855: Klatovský kraj
  - Nezrealizované krajské zřízení z roku 1850: Plzeňský kraj
- 1855–1862: Plzeňský kraj, soudní okres Klatovy, politický okres Klatovy
- 1862–1939: Soudní okres Klatovy, politický okres Klatovy
  - Nezrealizované župní zřízení z roku 1920: Plzeňská župa
- 1939–1942: Oberlandrat Klatovy, soudní okres Klatovy, politický okres Klatovy
- 1942–1945: Oberlandrat Plzeň, soudní okres Klatovy, politický okres Klatovy
- 1945–1948: Soudní okres Klatovy, politický okres Klatovy
- 1948–1960: Plzeňský kraj
- 1960–2000: Západočeský kraj, okres Klatovy
- Od roku 2000: Plzeňský kraj, obec s rozšířenou působností Klatovy, pověřený obecní úřad Klatovy

### Části města
Administrativně se Město Strážov se dělí na 16 částí, které tvoří 14 základních sídelních jednotek a rozkládají se na 13 katastrálních územích.
| Část obce     | Německý název   | Starší název                       | Katastrální území                   | Datum přičlenění ke Strážovu |
| ------------- | --------------- | ---------------------------------- | ----------------------------------- | ---------------------------- |
| Božtěšice     | Boschtieschitz  | Bořetitz, Božetice, Bozetitz       | Božtěšice na Šumavě (1,37 km²)      | 1976                         |
| Brtí          | Bienwald        | Brty                               | Brtí (3,96 km²)                     | 1976                         |
| České Hamry   | Böhmisch Hammer | Hammern                            | České Hamry (1,22 km²)              | 1961                         |
| Horní Němčice | Nemschitz       | Nemtschitz                         | Horní Němčice u Čachrova (2,05 km²) | 1976                         |
| Javoříčko     | Gaberl          | Jawoři                             | Brtí                                | 1976                         |
| Kněžice       | Knieschitz      | –                                  | Lukavice u Strážova                 | 1961                         |
| Krotějov      | Krotiw          | Krotiv                             | Krotějov (5,48 km²)                 | 1961                         |
| Lehom         | –               | –                                  | Lehom (1,53 km²)                    | 1961                         |
| Lukavice      | Lukawitz        | Lukawetz                           | Lukavice u Strážova (3,20 km²)      | 1961                         |
| Mladotice     | Mladotitz       | –                                  | Mladotice u Čachrova (2,11 km²)     | 1976                         |
| Opálka        | Opalka          | –                                  | Opálka (2,96 km²)                   | 1961                         |
| Rovná         | Ruwna           | –                                  | Rovná (1,69 km²)                    | 1961                         |
| Splž          | Spiels          | –                                  | Krotějov                            | 1961                         |
| Strážov       | Drosau          | –                                  | Strážov na Šumavě (5,26 km²)        | –                            |
| Viteň         | Witten          | Víteň                              | Viteň (2,16 km²)                    | 1976                         |
| Zahorčice     | Bingarten       | Zahorčitz, Zahortschitz, Záhorčice | Zahorčice na Šumavě (2,72 km²)      | 1961                         |

Ke Strážovu náleží dále vesnice Hájek (Hajka) a Patraska (Potraska, Podraska); samoty Brtský Mlýn, Červený Mlýn, Dvorecký Mlýn, Malá Rovná, Na Stráni, Na Strašidle, Pastouška, Plázky, U Soušků, U Stojzů, U Traxlů, V Americe, V Loužku a zaniklá osada Hynkovice (Hinkowitz).

### Městské symboly
Vlajka byla městu udělena rozhodnutím předsedy Poslanecké sněmovny Parlamentu České republiky dne 22. ledna 2001.

#### Znak
Dvě věže se střílnami, oknem, cimbuřím, cihlovou střechou a makovicí v modrém pozdněgotickém (španělském) štítě. Na pravé věži písmeno W (patrně po otci Ludvíka Jagellonského Vladislavovi), na levé věži písmeno A (patrně po matce Ludvíka Jagellonského Anně). Mezi věžemi zubatá hradba s otevřenou branou a vyzdviženou mříží. Na hradbě střelec, pod ním na římse liška nesoucí bažanta prostřelená černým šípem.

#### Vlajka
Dva vodorovné pruhy, nahoře modrý a dole zubatý bílý v poměru 3:7 na listu v poměru 2 (výška) ku 3 (šířka). V bílém pruhu červená běžící liška prostřelená červeným šípem.

## Služby
- Mateřská škola
- Základní škola
- Zdravotní středisko (provoz ukončen na konci roku 2019)
- Česká pošta
- Čerpací stanice
- Koupaliště s přilehlým kempem

## Pamětihodnosti

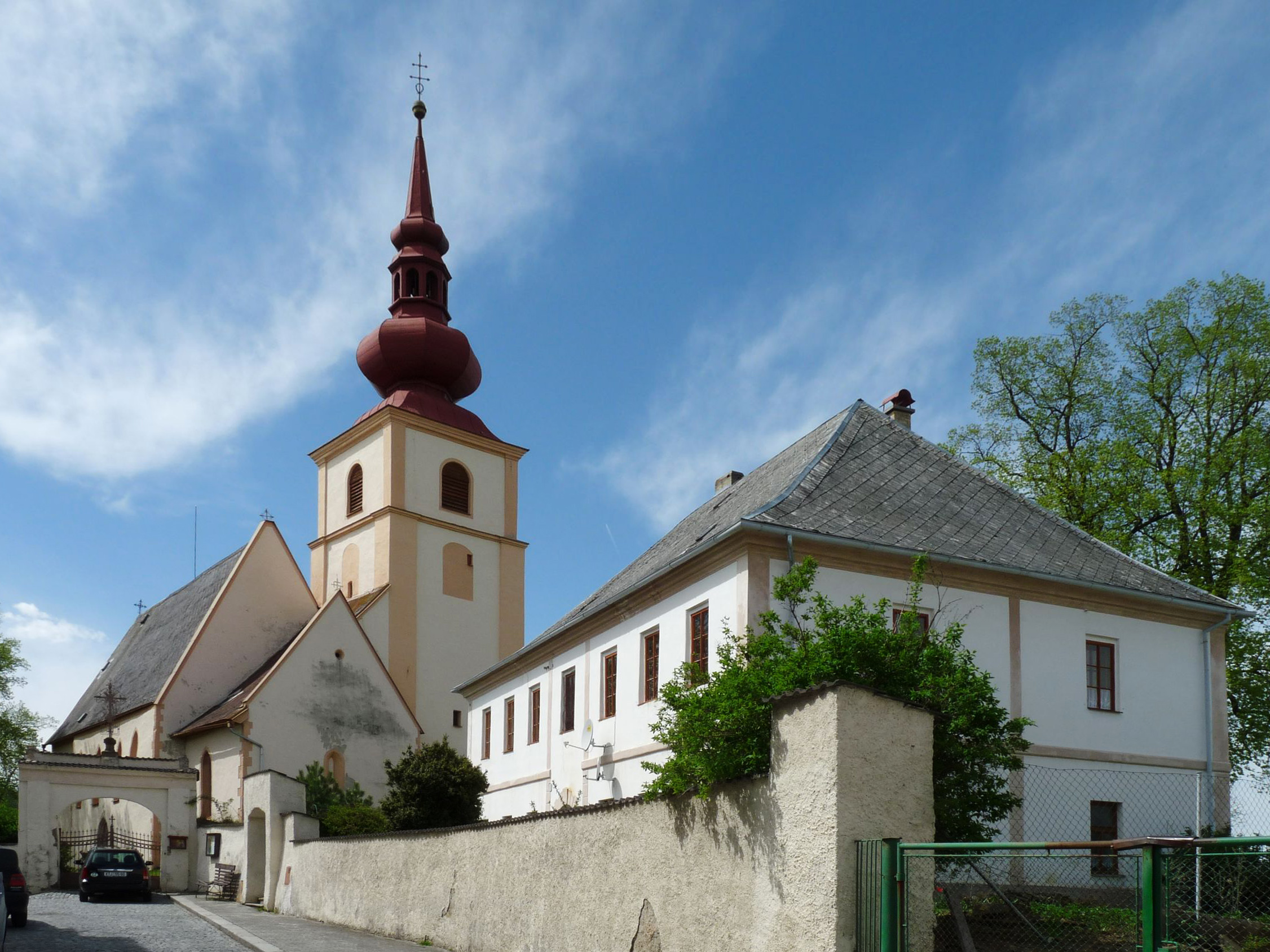
Kostel svatého Jiří a fara

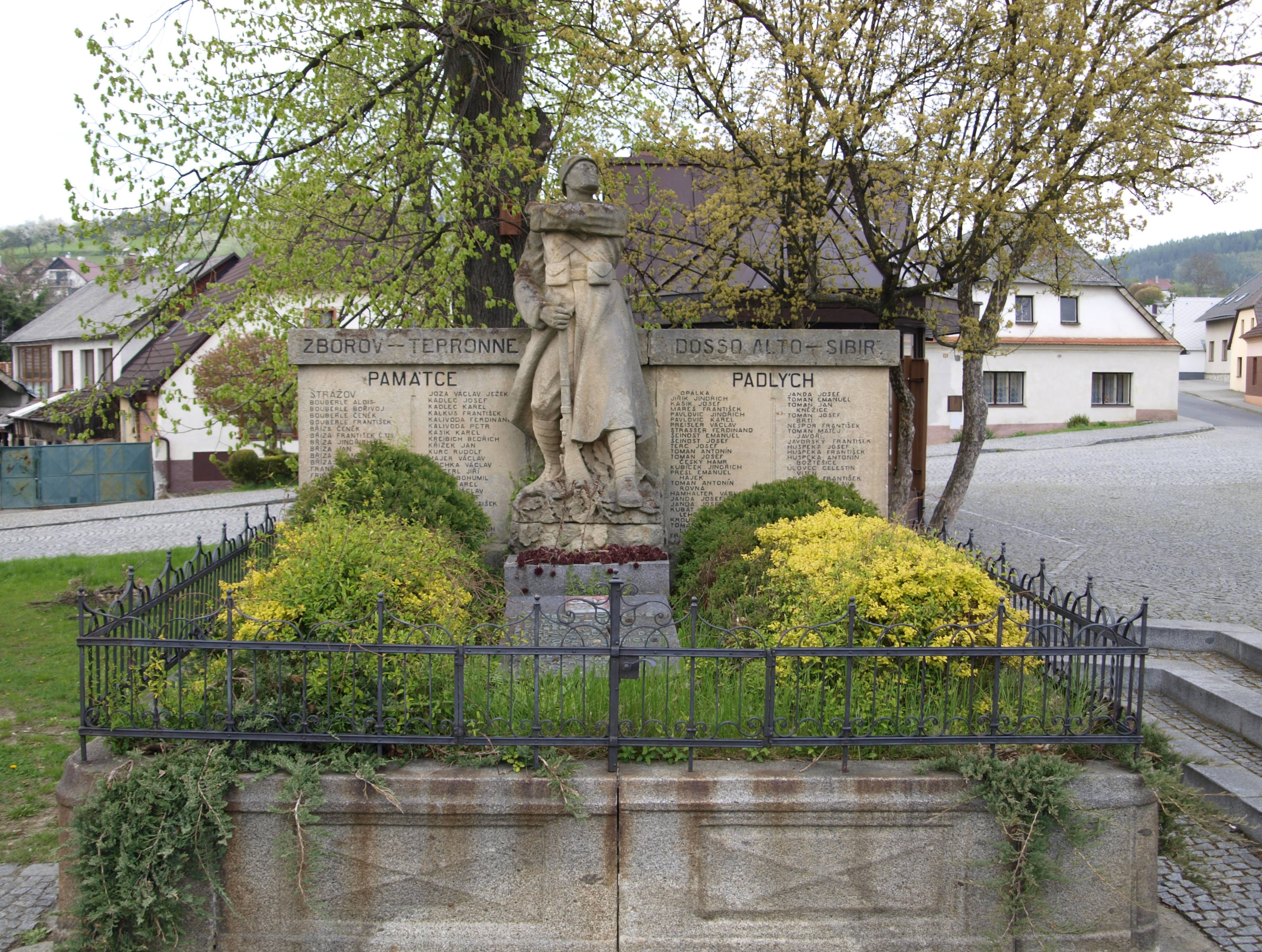
Pomník padlým

### Kulturní památky
- Raně gotický, farní kostel svatého Jiří, který je poprvé zmiňován v polovině 14. století, stojí v nejstarší části města zvané Hradčany. Kostelní věž byla přistavěna počátkem 19. století a zastřešena bání roku 1855. Poslední velkou stavební změnou bylo prodloužení kostelní lodi v roce 1936. Uvnitř kostela se nacházejí tři oltáře – hlavní zasvěcený svatý Jiří a dva vedlejší zasvěcené svatému Janu Nepomuckému a čtrnácti Pomocníkům.[26] V 15. nebo 16. století byl ulit zvon Jakub neboli Kuba (307 kilogramů), který byl do Strážova převezen v roce 1783 z některého ze zrušených klášterů a zrekvírován v době první světové války. V roce 1654 byl ulit zvon Bartoloměj neboli Bárta (202 kilogramů, výška 57 centimetrů, průměr 68 centimetrů), který byl zrekvírován v době druhé světové války, ale později zachráněn.
- Socha svatého Jana Nepomuckého na náměstí před radnicí z roku 1732.[18]
- Pomník padlým v první a druhé světové válce na náměstí, který vznikl přebudováním původní kašny. Pomník obsahuje jména padlých rodáků a nápis „Zborov – Terronne – Dosso Alto – Sibiř“ odkazuje na bitvy první světové války.
- Pomník na hrobu rudoarmějce M. Vojvody na místním hřbitově
- Domy čp. 21 a 185

### Ostatní pamětihodnosti
- Centrum města, které bylo roku 2003 vyhlášeno městskou památkovou zónou
- Šumavská vyhlídka na Vinném vrchu zbudovaná v roce 2009
- Židovský hřbitov na svahu Smrkové hory
- Mikve
- Místo, kde stávala synagoga
- Bývalá židovská škola
- Budova obecné školy
- Budova měšťanské školy
- Čtverhranná kašna u základní školy nesoucí letopočet 1863
- Kámen doteku

## Rodáci
- Abraham Benisch (1811–1878), hebreista a žurnalista
- Václav Křížek (1833–1881), ředitel reálného gymnázia v Táboře
- František Haas (1857–1924), zemský školní inspektor
- Wilhelm Löwith (1861–1932), malíř, otec filosofa Karla Löwitha
- František Toušek (1867–1944), přednosta okresního trestního soudu v Brně
- Emil Kasík (1875–1933), poslanec Národního shromáždění, správce okresní nemocenské pokladny v Klatovech
- Josef Toman (1894, Lukavice – 1972), nevidomý klavírista, varhaník a hudební skladatel
- Václav Soušek (1899, Javoříčko – 1982), akademický malíř
- Josef Jan Kalivoda (1905–1945), spisovatel a dramatik
- Jiří Presl (1926–2003), gynekolog, ředitel Ústavu pro péči o matku a dítě v Praze Podolí
- Miroslav Toman (* 1935, Viteň), komunistický ministr zemědělství a místopředseda vlády
- František Fremuth (* 1941, Mladotice), profesor biofyziky